# Gergely Kiss
Gergely Kiss (n. 21 septembrie 1977, Budapesta, Republica Populară Ungară) este un jucător de polo pe apă ce a reprezentat Ungaria, medaliat olimpic. A participat la 4 ediții ale Jocurilor Olimpice (2000, 2004, 2008, 2012) în care a câștigat 3 medalii de aur.